# Always Will Be
Always Will Be – drugi singel szwedzkiego zespołu Hammerfall. Istnieją dwie wersje tego singla. Jedna zawiera wszystkie cztery utwory, druga tylko pierwsze dwa.

## Lista utworów
1. "Always Will Be" – 04:49
2. "The Fallen One" – 04:21
3. "Always Will Be" (wersja akustyczna) – 04:48
4. "Breaking the Law" (cover Judas Priest) – 02:12

## Twórcy
- Joacim Cans – śpiew
- Oscar Dronjak – gitara elektryczna
- Stefan Elmgren – gitara elektryczna
- Magnus Rosén – gitara basowa
- Anders Johansson – perkusja

### Utwór czwarty
Grając ten utwór muzycy zamienili się instrumentami.
- Joacim Cans – gitara elektryczna
- Oscar Dronjak – śpiew
- Stefan Elmgren – perkusja
- Magnus Rosén – gitara elektryczna
- Anders Johansson – gitara basowa